# Martin Hansson
Martin Hansson (6 de abril de 1971) es un exárbitro de fútbol sueco, internacional desde 2001 hasta su retirada en 2013.

## Trayectoria
Tras haberle tomado el gusto al arbitraje a los 15 años, Martin Hansson dirigió su primer partido de la Primera División sueca en 1999. Su carrera internacional se inició en 2001, con la convocatoria para el Campeonato Europeo Sub-16, así como con un partido de la ronda preliminar de la Liga de Campeones de la UEFA entre el FC Sheriff y el Anderlecht. 
En 2003, dirigió su primer encuentro de selecciones nacionales entre Estonia- Canadá y dirigió otros tres encuentros de la Copa de la UEFA. Además fue convocado para la Copa Mundial Sub-17 de la FIFA en Finlandia 2003, en la cual pitó la semifinal entre Argentina y España. 
En 2005, dirigió su primer encuentro clasificatorio europeo de la Copa Mundial de la FIFA, así como un partido de grupo de la Liga de Campeones de la UEFA entre Juventus y el Rapid Viena y, posteriormente, la final entre Holanda y Ucrania en el Campeonato Europeo Sub-21. 
Bombero, cazador y aficionado a la pesca deportiva, Hansson mantiene el récord del mayor número de actuaciones en una Copa Mundial Sub-20 de la FIFA en Canadá 2007 pitó seis encuentros, incluido el partido por el tercer puesto entre Austria y Chile.
Su arbitraje fue objeto de críticas cuando dio por válido el gol decisivo de Francia contra Irlanda, en el partido de vuelta de la repesca europea jugado el 18 de noviembre de 2009, que estuvo precedido de una mano del francés Thierry Henry que el mismo jugador reconoció.
Arbitró en la Copa Mundial de Fútbol de 2010 de Sudáfrica. Habla sueco, inglés y alemán.